# ایلوو شوگر
ایلوو شوگر (انگلیسی: Illovo Sugar) شرکت کشاورزی در آفریقای جنوبی است، که در سال ۱۸۹۱ تأسیس شد.